# Белоконь, Никифор Григорьевич
Никифор Григорьевич Билоконь (род. 24 марта 1909, село Букатинка, — 21 октября 1975, Херсон) — русский и украинский советский поэт-юморист. Член Союза писателей Украины с 1962 года.

## Биография
Белоконь Никифор Григорьевич родился 6 апреля 1909 года в селе Букатинка в крестьянской семье. Окончил Херсонский педагогический институт. Работал художественным руководителем и режиссером в театрах Омской, Тюменской, Курской, Херсонской областей. В дни войны 1941-1945 годов работал в Николаевском украинском театре имени Т.Г. Шевченко. Позже руководил литобъединением и являлся ответственным секретарем херсонской организации СПУ. В 1952-1964 годах руководил литературным объединением при редакции областной газеты «Приднепровская правда» (Херсон). В 1968-1971 годах был ответственным секретарем Херсонской организации Союза писателей Украины. Перевел на украинский язык пьесу Всеволода Вишневского «Раскинулось море широко». Перевел на русский язык пьесу В. Суходольского «Кармелюк». Лирические и шутливые стихи положили на музыку композиторы С. Компаниец, Я. Цегляр, Г. Копосов, К. Листов. Умер писатель 21 октября 1975 года в Херсоне. 

## Изданные сборники
- "Я еще, друзья, молодой" (Симферополь, 1958).
- «Упреки дяди Савки» (Херсон, 1961).
- "Припарки дяди Савки" (Киев, 1964).
- "Щипавки дяди Савки" (Одесса, 1965).
- Поэма «Савкина свадьба» (Одесса, 1968)
- «Савкин ужинок» (Одесса, 1969).